# ネプリーグ (深夜時代)
『ネプリーグ』（深夜時代）は、2003年4月16日から2005年3月30日までフジテレビで毎週水曜23:00 - 23:30に放送されていたバラエティ番組である。本項では深夜時代についてのみ扱う。ゴールデン進出後については『ネプリーグ』を参照。

## 番組概要
ネプチューンの3人がそれまでのゴールデンタイムに担当していた『力の限りゴーゴゴー』および『NEPTUNEPRESENTS 日本列島元気満点! 力あわせてゴーゴゴー!!』からいったん深夜枠へ降格した形で2003年4月16日に放送開始。放送時間は毎週水曜日23:00 - 23:30。メインはネプチューンで新たな冠番組になった。内容はリーグ（対決）と言うこともあり、｢様々なゲームで対決する。｣企画が中心であった。全93回。
放送開始当初は『Matthew's Best Hit TV』に押されていたが、1年後に｢ファイブリーグ｣が始まったあたりから人気が上昇し視聴率が「Matthew's…」を凌ぐこともあった。2004年9月15日には当時の番組最高視聴率となる16.8%を記録（ビデオリサーチ調べ）。2004年10月頃 - 2005年3月頃は独走状態になりマシューTVを逆転した。
2005年2月15日に「カスペ!」枠で「ファイブリーグスペシャル〜芸能界常識王決定戦〜」と題して、初のゴールデン2時間スペシャルを放送。初めてゴールデン進出後と同様の形で放送され、14.5%の視聴率を記録した。
ファイブリーグの人気が定着したことでゴールデンタイムへの進出が決定。水曜23時での放送は、2005年3月30日の「ファイブリーグ総集編SP」で終了した。番組の最後に4月から「ファイブリーグは"月 曜 夜 7 時"に移動!」と、5文字クイズ形式で発表された。月曜19時枠の同時ネットを行わない局では伊藤のナレーションと共に、ネプチューンの3人と「ネプリーグ END」の文字が映った映像が表示された。
ゴールデンタイム進出後はクイズ番組となり、ファイブリーグ以外のコーナーは一切行われなかったが、2007年12月24日に「ネプ大リーグ」内で「WORLD STAR IN JAPAN」と「Let's Study J-POP English」がチーム戦のクイズコーナーとして復活した。また、2008年2月11日、6月17日（カスペ!枠で番組名は「ガチネプ」）にも放送された。
2009年4月から2011年3月までフジテレビONEにて再放送を行っていた。

## コーナー
深夜番組時代のコーナーは、ファイブリーグ（ルール変更）を除き、ゴールデン移行と共に終了となった。各コーナーのナレーションは佐藤アサトが担当していた。

### ネプセレクション
番組初回の2003年4月16日に初登場。初期の主要コーナー。進行は名倉、千野志麻（元フジテレビアナウンサー）。2つの「体験してみたいもの」のうち、どちらを体験したいか、原田・堀内とゲスト(2～3人)の多数決で決定。多数派を選んだ人が、スタジオで選んだものを体験できる。このコーナーで2003年7月2日に登場した細木数子は、後に独立コーナーを持った。

### CMソングシンガーNAGのフルコーラスショー
番組初回の2003年4月16日に初登場。

### game104
番組初回の2003年4月16日に初登場。

### 潜入!!秋葉カンペーさん
番組初回の2003年4月16日に初登場。秋葉原在住のアイドルおたく・秋葉カンペーさん（堀内）が、奇想天外なカンペ（テレビ番組スタッフが出演者に向けて指示を出すのに用いる）でアイドルの販促イベントや公開収録をフォローする人気コーナー。カンペのみならず、後半に進むにつれ手の中に目玉が書いてある等の奇抜なパフォーマンスも増える。ターゲットには秋葉カンペーさんの存在は知らされておらず、カンペでフォローされたターゲットは戸惑うばかり。
アイドル以外に、女子プロレスの納見佳容選手や叶姉妹、プリンセス天功などもフォロー。長野放送の生放送番組にも潜入した。また秋葉カンペーさんと渋谷飛鳥がショートドラマを演じた。2005年3月23日放送が最終回となり、この回では杏さゆり、小阪由佳、上戸彩の三人（小阪に関しては、あくまで楽しませるため）をフォローした。秋葉カンペーさんは調子に乗ってカンペを集めた本「秋葉カンペーのアキバボ～ン!!」を発売。
最終回の最後に「パート2で会おう」と書いてあったが、ゴールデンタイム以降後はこの企画を一切やっていない。理由は「ゴールデンにはもったいない」。
また、この番組とは関係の無いところで、アイドルのイベント等でカンペーの真似をしてウケを狙おうとする一般人が続出し、マネをしないでほしいと注意を促すテロップが番組内で流れたこともあった。

### おはようちょっといい話 泰造の部屋
2003年4月23日初登場。

### 今日のトライ
2003年5月28日初登場。

### 小田てる夫のジ・オンリーワン
2003年5月28日初登場。

### たけのこニョッキ
2003年6月4日初登場。六角形のテーブルで6人で行うゲーム。「たけのこ、たけのこ、ニョッキッキ!」という掛け声で始まり、「1ニョッキ」から始まり、2ニョッキ、3ニョッキと続けていく。言う順番やタイミングは自由だが、他の人と言うタイミングがかぶったらドボン。「6ニョッキ」（最後まで「ニョッキ」を言えなかった）になってもドボン。3ドボンで失格。たとえ1ドボン以下であったとしても、リーチ（2ドボン）の人とかぶったら道連れで失格。また、生放送版では1ドボンで即失格となる一発勝負ルールが採用される。
開始当初は、失格者に罰ゲーム「たけのこドカーン」（失格者の近くで爆竹を爆発させる）が用意されていたが、のちに罰ゲームは、豪華料理が食べられないというルールが多くなった。また生放送版では失格者の関係者への生電話をかけるという罰ゲームがおこなわれた。
天の声（ナレーション、進行役）の正体は長らく伏せられていたが、2004年7月14日の放送で青木さやかであることが公表された。ただし、国仲涼子がゲスト出演した時は「国仲のファンだから」という理由でビビる大木が担当した。
2004年9月には、バンダイより『たけのこニョッキゲーム』が発売された。
その後、同局平日昼の生放送バラエティ番組『ぽかぽか』2024年3月1日放送回のトーク企画「ぽいぽいトーク」に堀内がゲスト出演した際、同ゲームの復活版を番組MCのハライチ（岩井勇気・澤部佑）、神田愛花、金曜日レギュラーの児嶋一哉（アンジャッシュ）、犬飼貴丈と共に行った。当時と同じく3ドボンで失格となるルールで行われ、結果堀内が失格となり罰ゲーム（一発ギャグを披露）を受けた。
また同年4月5日放送回の「ぽいぽいトーク」でも2ドボンで失格となるルールで行われ、犬飼貴丈が失格となり罰ゲーム（当日ゲストの木南晴夏が紹介した菓子パンの試食ができない）を受けた。

### 男魂～ホスト相撲～
2003年6月4日初登場。

### NEP LEAGUE NEWS
2003年6月25日初登場。

### 細木数子の人生診断
2003年7月30日初登場。前述の「ネプセレクション」に登場した細木数子がゲストの家相や人生を占い、アドバイスする。料亭で行われたり、2004年4月7日・8月17日・10月22日にはスペシャル版の『細木数子の人生ダメだし道場』も放送された。これら3回の特番が高視聴率だったため、2004年11月5日から2008年3月14日まで『幸せって何だっけ 〜カズカズの宝話〜』としてレギュラー化されていた。ネプチューンの3人もレギュラー出演していた。

### MOKEY BRAIN～サル以上人間未満知能テスト～
2003年8月13日初登場。猿に扮した原田(ゴリゾー)・堀内(ホリウッキー)とゲスト1人が協力して、知恵を要する問題を解くコーナー。問題には制限時間が設定されており、時間内に正解できれば猿の仮装をしたモデルに祝福される。正解できなければ、アメージング・コングら猿の仮装をした女性プロレスラーに殴打され、人間代表の老紳士役に扮した名倉(ニンゲン)が正解を実演。

### キスリーグ
2003年8月20日初登場。no kiss man（泰造）とアイドルのファンが腕相撲で対決、ファンが勝てばそのファンがアイドルからキスをもらえる。アイドルから電話がかかってきた人が挑戦権を得る。過去によゐこの有野晋哉が出演したことがある。
ファンの中にはサクラもいる。アイドルからの電話を受ける男性陣はみな自分の携帯電話を持っているが、局内なのでサクラの携帯は圏外となっていた。ファンだけに局内で通じる専用携帯電話を持たされる仕組み。

### クイズ!ホームDEフォーム
2003年9月3日初登場。

### CLASSIC PARK
2003年11月26日初登場。

### ディスコ ユーロマン
2003年12月17日初登場。

### ファイブリーグ
2004年2月4日初登場。正解が5文字になる問題を出題、5人の答えがその正解に一致し、5問全問正解すれば100万円獲得（獲得した回は無かった）。ルールは現在と同じで、1人でも間違えればそのラウンドは終了となる。1セットにつき5ラウンドまで挑戦ができる。現在のファイブリーグと同じで、基本的にチャンスは1セットだけとして進行しているが、間違えるとネプチューンやゲストが頼み込んだり（伊藤がもう一度挑戦するための条件を提示したこともあった）して、実質2セット（計5ラウンド）行われた。
このコーナーが放送される回は視聴率が良く、2004年9月15日放送分で16.8%の当時の番組最高視聴率を記録（その週において、ビデオリサーチの「その他の娯楽番組」第9位にランクインした）。2005年2月15日にはゴールデンタイムで放送された。
後期では2週に分けてスペシャルを行うこともあり、その際は1週目にネプチューンチームとゲストチームが、2週目に優秀な5人や出来の悪い5人等、チーム編成を組み替えて行う、ゴールデンでのチーム対抗の基礎を作った。なお2チームが挑戦するため、この時はルール通り、各チーム1セットしか挑戦できない（2週目で1チームだけ挑戦する場合は通常通り、暗黙の了解で2セット実施）。対抗戦スペシャルを行った2004年6月9日に、ネプチューンチームとして解答席に座った4枠のドン小西が泰造の答えをカンニングした。ちなみに答えは「レオナルド・ダ・ビンチ」でドン小西だけが間違えた。
2005年3月30日の23時台最後の放送では「ファイブリーグ総集編SP」と題して、ゲスト、ネプチューンの珍解答を振り返りながら、正解率がもっとも低い非常識人を決定した。結果は1位はカンニングをしたドン小西となった。ちなみに堀内健は20位、原田泰造は15位にランクインされていた。
企画開始当初は、『痛快!明石家電視台』のクイズコーナーで行われていた「みんなで五文字」の盗作だという指摘が少なからずあった。これついて『お台場明石城』の放送の中で、『痛快!…』で「みんなで五文字」が打ち切られたため、同企画を放送作家が売り込んだ所、『ネプリーグ』に拾われたという真相が語られた。
- ゲスト
  - 2004年2月4日放送
    - 石原良純・千秋

  - 2004年2月25日放送
    - KABA.ちゃん・眞鍋かをり

  - 2004年3月10日放送
    - モト冬樹・井森美幸

  - 2004年3月24日放送
    - 井筒和幸・原史奈

  - 2004年4月14日・21日放送 スペシャル
    - ネプチューンチーム：角田信朗・中川翔子
    - ゲストチーム：黒沢年雄・加藤紀子・杉田かおる・安藤亮司・ドン小西

  - 2004年5月12日放送
    - ピーター・山口もえ

  - 2004年6月9日・16日放送 スペシャル
    - ネプチューンチーム：黒沢年雄・ドン小西
    - ゲストチーム：大仁田厚・半田健人・安達祐実・渋谷飛鳥・？

  - 2004年8月11日放送
    - 辰巳琢郎・熊田曜子

  - 2004年9月1日放送
    - 渡辺正行・牧瀬里穂

  - 2004年9月15日放送
    - 伊集院光・小池栄子

  - 2004年10月20日放送 
    - 笑福亭笑瓶・MEGUMI

  - 2004年11月3日放送
    - 磯野貴理子・ビビる大木

  - 2004年12月8日放送
    - 宇梶剛士・安めぐみ

  - 2005年1月19日放送
    - 関根勤・さとう珠緒

  - 2005年2月9日放送
    - 石塚英彦（ホンジャマカ）・光浦靖子（オアシズ）

### Let's Study J-POP English
- 2004年3月31日初登場。名倉、泰造とゲスト2人が「この歌に出てくる英語はどういう意味か」「グループ名はどういう意味か（後に廃止）」というクイズに答える。当初は全問正解すれば百万円だったが、トップの人に賞品（主に海外旅行）が送られるという設定に変わった。始めに問題VTRとしてアーティストのプロモーション映像などを流し出題される英単語が出てきたところでシンキングタイムとなる。正解VTRには、出題アーティストに扮した堀内のパフォーマンスが英語の部分を日本語で歌って正解を発表する。
  - この映像は、問題VTRと同一の設定で収録しているため、問題VTRでCDジャケットのみ映し出された場合ジャケットのアーティストの写真が堀内に代わっていた。また合成で堀内が複数のキャラを演じて一度にまとめた映像になった場合もあり、バンドグループなどの曲ではパートごとで別々に演じ、モーニング娘。の曲の場合は当時のメンバーの人数分に分身した状態で放送されていた。
  - また、出題ナレーションのティーチャー・マイコー（マイケル富岡）による愚痴（給料や家のローンなど）なども定番になっていた。23時台で最後の通常放送（最終回はファイブリーグの総集編だったため事実上の最終回であった）でも放送され、エンディングでは未放送となった堀内のパフォーマンスが公開された。
- 2007年12月24日放送された「ネプ大リーグ」内で4対4のバトル形式のクイズとして復活したが、ナレーターは他のクイズと同じく伊藤利尋アナウンサーであった。
- 出題ナレーションを務めたマイケル富岡は、2024年1月15日放送以降の『ネプリーグ』内の「トラベルイングリッシュ」で出題を担当している。

### WORLD STAR IN JAPAN
- 2004年10月6日初登場。ある海外の俳優を、日本の有名人にたとえると誰?という質問に対する、街頭アンケートの結果を当てるコーナー。街頭100人にアンケートを取り、票数分得点が入る。1回の放送で4 - 5人程度出題し、最終的に得点を一番獲得したパネリストが商品をもらえる。
- 2007年12月24日放送「ネプ大リーグ」で復活した。得点は深夜時代と違い、1位50点、2位40点、…5位で10点獲得。

### インテリーグ
2004年6月2日初登場。ネプチューンとゲスト1人が、どれだけインテリ語（流行語、高度な専門用語等）を正しく使えるかを競うコーナー。1人ずつ順番に、5×5に区切られた25マスから1マスを選んで、そのマスに書かれたインテリ語を使って軽くトーク。正しく使えていれば、そのマスを獲得。使えていなければ、そのマスは獲得されないまま。最初に自分のマスを縦横斜めのどれか1列で3マス揃えた人に賞品。

### 男前リーグ
2004年9月8日初登場。

### クイズ!年収の差なんて
2004年11月10日初登場。芸能人が「セレブ」と「庶民」に別れ、セレブチームには庶民の問題、庶民チームにはゴージャスなセレブの問題を交互に回答し、その「常識」の違いを楽しむコーナー。コーナー名は『クイズ!年の差なんて』のパロディ。司会は中野美奈男（堀内健）と高島彩（フジテレビアナウンサー）。
- 出演者（2004年11月10日放送）
  - セレブチーム：叶恭子・叶美香・石田純一
  - 庶民チーム：名倉潤・原田泰造・島崎和歌子

### 30セカンズ
2005年1月26日に初登場。名倉潤・中野美奈子が司会とし、今更聞けないようなことを30秒で説明できるか!?というコーナー。

## テーマ曲（深夜時代）
主にオープニングのコーナー紹介時にかかる。
- 「Misirlou」 ディックデール&ヒズデルトーンズ - 映画「パルプ・フィクション」のテーマ曲。

## 備考
1. ↑  フジテレビでのネプチューン司会のバラエティ番組では、2003年3月まで『力あわせてゴーゴゴー!!』を放送していた。
2. ↑  http://www.fujitv.co.jp/fujitv/news/pub_2005/05-039.html Archived 2007年11月30日, at the Wayback Machine.
3. ↑  番組自体は2015年3月までローカルセールス枠。同年4月からネットワークセールス枠に移行。
4. ↑  関西テレビ・沖縄テレビなどが該当。
5. ↑  『明石家さんまのフジテレビ大反省会』でのプロデューサーの発言より。

| フジテレビ系列 水曜23:00枠（バラパラ水曜日） | フジテレビ系列 水曜23:00枠（バラパラ水曜日） | フジテレビ系列 水曜23:00枠（バラパラ水曜日）                    |
| 前番組                                       | 番組名                                       | 次番組                                                          |
| -------------------------------------------- | -------------------------------------------- | --------------------------------------------------------------- |
| HR                                           | ネプリーグ （ここまでフジテレビ制作）        | 空飛ぶグータン〜自分探しバラエティ〜 （ここから関西テレビ制作） |